# Jaciment geològic
A l'ús més comú, en Geologia es diu jaciment a una formació en la qual està present una concentració anòmala de materials aprofitables tal que justifica la posada en consideració de la seva explotació econòmica. En català també es diu jaciment a una formació d'interès científic, especialment en el camp de la paleontologia (jaciment paleontològic).
La majoria dels elements químics naturals, fins i tot els menys abundants, es troben en l'escorça en quantitats considerables. No obstant això, perquè siguin extraíbles es necessiten concentracions que només apareixen de manera excepcional, a més d'unes adequades condicions d'accessibilitat. Alguns processos geològics interns i externs poden produir localment concentracions econòmiques de materials com menes explotables de metalls, carbó o hidrocarburs.